# 第四次全俄罗斯苏维埃代表大会
第四次全俄罗斯工人、士兵与农民代表苏维埃代表大会于1918年3月14日至3月16日在俄罗斯莫斯科举行，共1084名代表参加，其中布尔什维克为814人，左翼社会革命党为238人。此次大会最重要的决定是以724票支持、276票反对及118票弃权通过了列宁对批准《布列斯特-立陶夫斯克条约》的提议。此外，此次大会以法律的形式通过了此前从彼得格勒迁都莫斯科的决定并因美国总统威尔逊的讲话对美国人民表示感激。此前，布尔什维克召开了俄国共产党（布尔什维克）第七次代表大会。